# Karel Fiedler
Karel Fiedler (* 31. prosince 1961 Boskovice) je český politik a podnikatel, v letech 2013 až 2017 poslanec Poslanecké sněmovny PČR zvolený jako člen hnutí Občané 2011 na kandidátce hnutí Úsvit přímé demokracie Tomia Okamury, v letech 2015 až 2016 místopředseda hnutí Úsvit - Národní koalice.

## Život
Narodil se sice v Boskovicích, ale většinu života prožil v Opavě, kde také absolvoval Mendelovo gymnázium. Protože se věnoval motoristickému sportu vystudoval následně Strojní fakultu Vysokého učení technického v Brně (promoval v roce 1986) a získal tak titul Ing.
Pracoval jako konstruktér a vedoucí strojkárny a galvanovny v Opavě. Od roku 1991 soukromě podniká. Působil také jako vedoucí pobočky obchodní firmy v Ostravě či jako stavbyvedoucí. Provozuje internetový obchod s kojeneckými potřebami FIDex.cz.
V posledních letech se aktivně zapojuje do občanských iniciativ. V roce 2012 byl jedním z hlavních organizátorů tzv. Holešovské výzvy a protestních shromáždění v Ostravě.
Karel Fiedler je podruhé ženatý a má tři děti. V současnosti žije v obci Hrádek v okrese Frýdek-Místek.

## Politické působení
Krátce byl členem KSČ, později pak hnutí Občané 2011. Do vyšší politiky se pokoušel vstoupit, když kandidoval v krajských volbách v roce 2012 jako člen hnutí Občané 2011 z pozice lídra subjektu "Protest - nevolím parlamentní strany" do Zastupitelstva Moravskoslezského kraje, ale neuspěl (subjekt získal jen 1,12 % hlasů).
Ve volbách do Poslanecké sněmovny PČR v roce 2013 kandidoval jako člen hnutí Občané 2011 z pozice lídra kandidátky hnutí Úsvit přímé demokracie Tomia Okamury v Moravskoslezském kraji a byl zvolen poslancem. V roce 2015 se stal členem hnutí Úsvit - Národní koalice a v srpnu téhož roku pak na volební konferenci i místopředsedou hnutí. V únoru 2016 se rozhodl i s dalšími 10 stranickými kolegy opustit Úsvit, jako důvod uvedl nesouhlas s výrazným ovládáním stranického dění Vítem Bártou. V květnu 2016 vstoupil do hnutí Řád národa., kde však po krátké době své členství ukončil.
Ve volbách do Poslanecké sněmovny PČR v roce 2017 byl z pozice nestraníka lídrem hnutí Referendum o EU v Moravskoslezském kraji, ale neuspěl (hnutí se do Sněmovny nedostalo). Ve volbách do Evropského parlamentu v květnu 2019 kandidoval na 3. místě kandidátky Strany nezávislosti České republiky, ale zvolen nebyl.